# Бакленд, Фрэнсис
Фрэнсис Тревельян Бакленд (англ. Francis Trevelyan Buckland; 17 декабря 1826, Оксфорд — 19 декабря 1880, Оксфорд) — британский ихтиолог, хирург и писатель
-натуралист, сын геолога Уильяма Бакленда.
Получил школьное образование в Коттерстоке и Лейламе, высшее — в Винчестерском колледже и оксфордском колледже Крайст-Чёрч (учился в нём в 1844—1848 годах, закончил со второй попытки), получив степень в 1848 году; затем занялся медициной, начав практиковать в больнице Св. Георгия, Лондон, где он стал штатным хирургом в 1852 году. В 1854 году стал помощником хирурга в лейб-гвардии. Занятия анатомией привели к формированию у него интереса к изучению зоологии, и с 1856 года он стал регулярно писать научные статьи из области естествознания для недавно появившегося издания Field, чаще всего на тему ихтиологии. В 1866 году основал издание Land and Water, также специализировавшееся на естествознании. В 1867 году был назначен правительственным инспектором по рыболовству, сохранял этот пост до конца жизни и по долгу службы постоянно ездил по стране, наибольшее внимание при этом уделяя научной стороне рыболовства. Перед смертью страдал от сильных лёгочных кровотечений, однако точная причина смерти учёного установлена не была.
К числу его наиболее известных публикаций, помимо статей и официальных отчётов, относятся «Fish Hatching» (1863), «Curiosities of Natural History» (4 тома, 1857—1872), «Logbook of a Fisherman» (1875), «Natural History of British Fishes» (1881).
Похоронен на Бромптонском кладбище в Лондоне.